# Neoscombrops annectens
Neoscombrops annectens är en fiskart som beskrevs av John Dow Fisher Gilchrist 1922. Neoscombrops annectens ingår i släktet Neoscombrops och familjen Acropomatidae. Inga underarter finns listade i Catalogue of Life.